# دراگومیر توشیچ
دراگومیر توشیچ (انگلیسی: Dragomir Tošić؛ ۸ نوامبر ۱۹۰۹ – ۲۰ ژوئن ۱۹۸۵) یک بازیکن فوتبال اهل یوگسلاوی بود.